# Cessna Citation Sovereign
Dimensions
Le Cessna Citation Sovereign est un avion d'affaires conçu et réalisé aux États-Unis.  Il a réalisé son premier vol au tout début du XXIe siècle.

## Historique
Le développement du Cessna 680 Citation Sovereign a été lancé afin de trouver un successeur aux jets d'affaires de première génération tels que le Hawker-Siddeley HS-125 ou le North American Sabreliner. Le nouvel avion visait donc le créneau des avions de dix à douze places.
Présenté officiellement en 1998 sous forme de maquette lors du salon NBAA de Las Vegas, son prototype a réalisé son vol inaugural en février 2002.
La première livraison d'un avion de série intervint en 2004.
Si la majorité des clients de cet avions sont civils, au moins un exemplaire a été commandé pour un usage militaire, par l'Égypte.
Sa production cesse en mars 2021.

## Description
Le Cessna 680 Citation Sovereign se présente sous la forme d'un biréacteur d'affaires à ailes basses. Il possède un train d'atterrissage tricycle escamotable et un empennage cruciforme.
L'équipage dispose d'un cockpit côte à côte, tandis que les passagers prennent place dans une luxueuse cabine, dotée de sièges en cuir.

## Modèles
Citation Sovereign
Turboréacteurs Pratt & Whitney Canada PW306C. 2002.
Citation Sovereign+
Turboréacteurs Pratt & Whitney Canada PW306D et avionique Garmin G5000. 2013.

## Avions comparables
- Bombardier Challenger 300.
- Dassault Falcon 2000.
- Embraer Legacy 500.

### Sources internet
- (en) Page officielle du Cessna 680 Citation Sovereign
- (en) Page airliners.net du Cessna 680 Citation Sovereign
- (en) Page flugzeuginfo.net du Cessna 680 Sovereign